# Веселий Лан
Веселий Лан — село в Україні, у Врадіївській селищній громаді Первомайського району Миколаївської області. Населення становить 103 особи.

## Населення
Згідно з переписом УРСР 1989 року чисельність наявного населення села становила 145 осіб, з яких 63 чоловіки та 82 жінки.
За переписом населення України 2001 року в селі мешкали 103 особи.

### Мова
Розподіл населення за рідною мовою за даними перепису 2001 року:
| Мова       | Відсоток |
| ---------- | -------- |
| українська | 86,41 %  |
| молдовська | 10,68 %  |
| російська  | 2,91 %   |